# Elena Di Cioccio
Elena Maria Ida Di Cioccio (Milán, 16 de septiembre de 1974) es una actriz, presentadora de televisión y locutora de radio italiana. 

## Biografía
Hija de Franz De Cioccio, cantante y baterista de la PFM y autor, junto a Patrick Djivas, de la música de la sigla de TG5, de Meteo 5, de TG2 y del jingle de los programas televisivos producidos por RTI, Elena, ya de adolescente, empieza a exhibirse como cantante rock en los clubs de Milán y milita en varios grupos entre los cuales una band tributo a los KISS donde Elena encarna a Paul Stanley, el líder. Hasta el año 2000 canta de noche y durante el día trabaja en la organización de eventos musicales en vivo. Estudia canto, recitación y doblaje.
En el 2001 empieza a trabajar como voz radiofónica en las emisoras privadas Radio Lupo Solitario, Rock FM, Radio Parma, Radio Milano Uno y Radio Roma Uno. La radio y la música seguirán siendo para muchos años una parte importante de sus actividades. En el tiempo ha militado en diversas emisoras como RDS, Radio Deejay, Radio Capital y Radio 2. Debuta en televisión como VJ y autora en la emisora de música All Music con el único programa dedicado al mundo del rock' roll "I Love Rock n Roll" , del cual permanecerá al timón por cuatro ediciones, entrevistando a los grandes nombres de la música rock internacional. La suya es también la voz oficial del canal y la voz narradora de programas documentales como Mono.
En el 2007 empieza su colaboración como invitada del programa Le Iene, donde destaca por su estilo irónico y su sensibilidad, alternando servicios cómicos a servicios más comprometidos. En el 2008 vuelve por un corto plazo a la música, participando al programa Scalo 76 de Rai 2 y se queda en Rai para presentar dos ediciones del programa Stracult con Fabio Caressa y Giampaolo Morelli. En el 2009  se le confía la presentación del programa Scorie siempre en la emisora Rai 2.
En el 2010 empieza su colaboración con La7D, convirtiéndose en la cara del programa dedicado al sexo La Mala EducaXXXion.
En el 2011 empieza a trabajar como actriz: es protagonista femenina en el debut de Guido Pappadà "Nauta" y participa al galardonado cortometraje "Ombrello bello di nonna" de Marco Chiarini. En el 2012 está en el cast de la película"L'Industriale" de Giuliano Montaldo y en el 2013 en el cast de la película "L'ultima ruota del carro" de Giovanni Veronesi.
Participa en la película de Max Croci "Poli opposti" de 2015. Es protagonista de la película  "Ci vorrebbe un miracolo" de Davide Minnella. Siempre en el 2015 es protagonista de la serie de televisión "Squadra mobile" transmitida por Canale 5.  Del 11 septiembre al 6 de noviembre del 2015 es concursante del programa Tale e quale show, presentado por Carlo Conti en Rai 1.
En el 2017 participa como concursante a la primera edición de Celebrity MasterChef Italia transmitido por Sky Uno donde es eliminada en el sexto episodio clasificándose en la quinta posición. Durante la realización del reality ha declarado de ser vegetariana.

## Filmografía
- Nauta (2010)
- Omero bonito de abuela #- Cortometraje (2011)
- L'industriale (2011)
- L'ultima ruota del carro (2013)
- Ci vorrebbe un miracolo (2014)
- Poli Opposti (2015)
- Squadra mobile - serie de televisión, 28 episodios (2015-2017)